# Johnny Isakson
Johnny Isakson (ur. 28 grudnia 1944 w Atlancie, zm. 19 grudnia 2021 tamże) – amerykański polityk, senator Stanów Zjednoczonych ze stanu Georgia w latach 2005–2019 (wybrany w 2004 i ponownie w 2010 i 2016), członek Partii Republikańskiej.
W latach 1999–2005 był przedstawicielem stanu Georgia w Izbie Reprezentantów Stanów Zjednoczonych.
W 2019 roku ogłosił, że z powodu złego stanu zdrowia wraz z końcem roku przestanie sprawować urząd senatora.